# ジョゼッフォ・ツァルリーノ

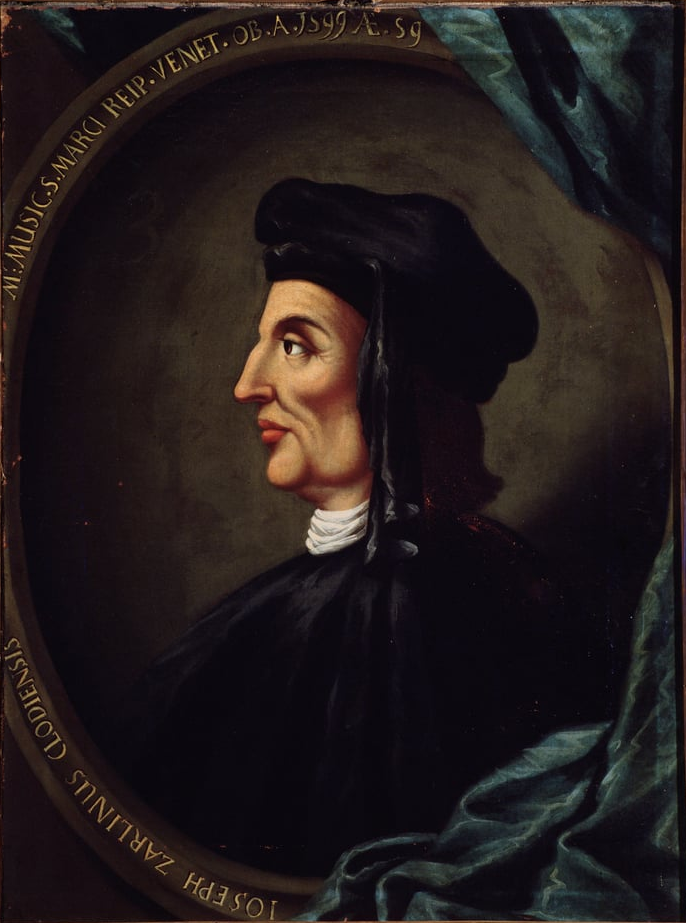
ジョゼッフォ・ツァルリーノ

ジョゼッフォ・ツァルリーノ（Gioseffo Zarlino, 1517年1月31日/3月22日 - 1590年2月4日）は16世紀イタリアの音楽理論家・ヴェネツィア楽派の作曲家。おそらくはアリストクセノスとラモーの間では最も有名な音楽理論家であり、対位法や調律法に関する理論に大きく寄与した。

## 生涯
ヴェネツィア近郊キオッジャ出身。フランシスコ会に早期教育を受け、後に自らも同会の修道士となった。1536年にキオッジャ大聖堂の聖歌隊員となるが、1539年までに助祭になっただけでなく、首席オルガニストにも任命された。1540年に叙階され、翌1541年にはヴェネツィアに行き、聖マルコ大寺院の楽長で高名な作曲家、アドリアン・ヴィラールトに師事。
1565年にチプリアーノ・デ・ローレが鬼籍に入ると、聖マルコ大寺院の後任終身楽長に着任した。任期中にヴェネツィア楽派の主要な人材を育て、門下より、クラウディオ・メールロ、ジローラモ・ディルータ、ジョヴァンニ・クローチェ、ヴィンチェンツォ・ガリレイ（有名な天文学者の父で、フィレンツェの進歩的な音楽サークル「カメラータ」の一員）、保守派の音楽評論家ジョヴァンニ・アルトゥージらを輩出した。

## 作品と影響力
かなりの多作家であり、モテットは洗練された手腕とカノンや対位法の熟練を示しているものの、もっぱら注目されているのは理論家としての著作である。
中全音律について記述した理論家としてはピエトロ・アーロンが有名であるが、ツァルリーノは1558年の著書「ハルモニア教程」(Le istitutioni harmoniche) のなかで2/7コンマの中全音律を初めて数学的に明確な用語によって記述している。さらに1571年には純正長三度を持つ1/4コンマ中全音律も記述している。
1571年の「ハルモニアの証明」(Dimonstrationi harmoniche) では、旋法の番号付けを変更し、ハ音およびそれを主音とするイオニア旋法を強調し、それによって長調・短調の音階と調性に基づいた和声とメロディーのシステムに近づいていくことになる。
ツァルリーノは和声学において、あらゆる音程の中で3度の音程が最も重要であると考えた最初の人物とされる。彼が純正律を擁護したのは、ピタゴラス音律において非純正音程がしばしば現れることに注目したからであり、12音からなる音階に現れる各々の音程を可能な限り純正に近づけようとした。また、彼は古来より知られた対位法における平行5度、平行8度の禁則を機能和声的に説明しようとした最初の人物でもある。
ツァルリーノの著作は、主にフランチェスコ・フランチェスキによって出版され、16世紀末にヨーロッパ中に流布した。翻訳や註釈版は、フランスやドイツではお馴染みで、オランダではスウェーリンクの門人たちに受容された。したがってツァルリーノの影響力は、次世代の初期バロック音楽の作曲家にまで及んでいたと見ることができる。
ツァルリーノの作品は同世代の作曲家に比べると、音楽語法においてむしろ保守的である。マドリガーレでさえ、当時他の作曲家たちがこぞって用いたホモフォニックなテクスチュアを避け、モテットと同じ手法で通模倣様式に依拠している。作品の出版は1549年から1567年まで行われ、（主に5声か6声のための）41曲のモテットのほか、13の世俗曲（4声か5声のためのマドリガーレなど）が含まれている。